# Girls United Again
Girls United Again (Alternativtitel: Girls United – Sie sind wieder da, Originaltitel: Bring It On Again) ist eine US-amerikanische Sportkomödie des Regisseurs Damon Santostefano. Die Hauptrollen spielen Anne Judson-Yager, Faune A. Chambers und Bree Turner. Es handelt sich um den zweiten Teil der Girls-United-Reihe und dieser erschien 2004 als Direct-to-DVD-Produktion.

## Handlung
Whittier Smith und ihre Freundin Monica Jones kommen endlich an dem „California State College“ an, welches die beste Cheerleadermannschaft des Landes hat und diese wird auch ziemlich gut gefördert. Auf der Begrüßungsfeier trifft Whittier das erste Mal den DJ Derek, der mehrere Nebenjobs hat, unter anderem in der Cafeteria. Am Tag darauf findet auch schon das Casting statt. Abends sucht sich Tina, der diktatorische Captain der Cheerleader aus den Bewerbern dann Monica und Whittier aus. Greg und der Direktor Dean Sebastian finden, dass Whittier nächstes Jahr der Captain werden sollte, da Tina das College verlässt. Eigentlich wollte Tina aber den zukünftigen Posten an Marni abgeben. Wohl oder Übel stimmt sie mit ein und setzt auf Whittier. Sie sollte „perfekt“ werden, d. h., sie darf nichts kalorienhaltiges Essen oder sich verletzen.
Sie muss in allem besser werden, als sie es schon war. An einem Abend schleicht sich Whittier mit Derek raus. Gemeinsam schwimmen sie im Pool und küssen sich zum Ende, dann verschwindet Whittier wieder auf ihr Zimmer. Beide sehen es von dort an als Beziehung. Nach dem ersten Auftritt der Cheerleader findet eine Feier statt, auf der sich Derek und Whittier küssen. Als Tina das sieht, zwingt sie Whittier sich zu entscheiden, ob sie mit Derek zusammen sein möchte oder lieber zum Cheerleaderteam dazu gehören möchte, da Whittier sich nicht mit den „Rangniederen“ abgeben sollte, wie es Tinas Meinung nach Derek ist. Darunter leidet auch die Beziehung, denn Whittier entscheidet sich unter Druck dafür im Team zu bleiben und macht mit Derek Schluss. Monica ist schockiert von der Reaktion ihrer Freundin. Kurz darauf verlässt sie die Party, nachdem sie Tina ihre Meinung sagt. Zu ihrem Nachteil, denn beim nächsten Training lässt Tina ihre Wut an Monica aus, da sie sich auf der Party „nicht gut“ benommen hat. Sie lässt Monica Flickflacks und Herkies machen, bis Monica stürzt. Als Tina dann Whittier bittet, die Schritte anzusagen, weigert sie sich und steigt mit Monica aus dem Cheerleaderteam aus.
Nicht lange nach ihrem Ausstieg merkt Whittier, dass sie nicht ohne Cheerleading kann und beschließt mit Monica ein eigenes Team zu gründen. Dieses besteht aus den tätigkeitslosen Balletttänzern und dem Musicalchor, denen die Schulsubventionen gekürzt wurden. Dieses Team auf Vordermann zu bringen, erweist sich leider als nicht so einfach. Außerdem haben sie auch noch ein anderes Problem, denn es darf nur eine Cheerleadermannschaft pro College geben. Direktor Sebastian, Whittier und Tina einigen sich also auf einen Wettbewerb, leider schon in zwei Tagen, in dem das Publikum entscheidet, welches Team gewinnt. Whitthier und Monica  müssen ihr Team also in kürzester Zeit zu einem spitzen Cheerleaderteam ausbilden, welches die erfahrenen Cheerleader schlagen soll. Dies gelingt ihnen und Whitthiers Cheerleadermannschaft geht als Sieger hervor.

## Kritik
„Minderbemittelte Teenager-Komödie voller Genre-Klischees, konzipiert als Fortsetzung zu Girls United.“

## Weitere Girls-United-Filme
- 2000: Girls United (Bring It On)
- 2006: Girls United – Alles oder Nichts (Bring It On: All or Nothing)
- 2008: Girls United: Alles auf Sieg (Bring It On: In It to Win It)
- 2009: Girls United – Gib Alles! (Bring It On: Fight to the Finish)
- 2017: Girls United – Der große Showdown (Bring It On: Worldwide Showdown)